# Bible de Louvain (1550)
Pour les articles homonymes, voir Bible de Louvain (homonymie).
La Bible de Louvain est une traduction de la Bible en français, produite à partir des textes en hébreu, araméen et grec et publiée en 1550.
Après avoir commissionné une traduction plus correcte que la Vulgate aux docteurs de Louvain, Charles Quint leur demande de produire des traductions française et néerlandaise. Nicolas van Winghe (nl) traduit l’édition néerlandaise (nl) publiée en 1548. Nicolas de Leuze, se fondant sur les travaux de Jacques Lefèvre d’Étaples et Pierre Robert Olivétan, ainsi que sur l'édition latine de la Vulgate par Henten (1547) (pl), traduit l’édition française publiée en 1550. Les deux traductions sont toutes les deux imprimées chez Barthélemy de Grave (nl) à Louvain.
« En dépit d'une confusion fort répandue, la Bible louvaniste de 1550 n'est pas celle qui devint célèbre à la fin du siècle et le resta tout au cours du XVIIe siècle. La version connue sous le nom de Louvain parut à Anvers en 1578 ; elle suivait d'assez près la version française que René Benoist avait publiée à Paris en 1565. »